# Thalerosphyrus ethiopicus
Thalerosphyrus ethiopicus is een haft uit de familie Heptageniidae. De wetenschappelijke naam van de soort is voor het eerst geldig gepubliceerd in 1977 door Soldán.
De soort komt voor in het Afrotropisch gebied.